# Otto Bachmann (Künstler)
Karl Otto Bachmann (* 25. März 1915 in Luzern; † 18. Februar 1996 in Ascona) war ein Schweizer Maler, Grafiker und Illustrator.

## Leben
Otto Bachmanns väterliche Familie war seit Generationen in Buchholterberg ansässig. Die Mutter war eine gebürtige Walserin. Die Jugend verbrachte Otto Bachmann in Luzern, wo er auch die Schulen besuchte. Anschliessend absolvierte er eine Grafikerlehre und fand in der Kunstgewerbeschule Luzern in Max von Moos einen umsichtigen Mentor, der seine Begabung früh erkannte und förderte. 
Nach Abschluss der Lehre zog er nach Zürich, wo er bei der Werbeagentur Althaus eine Stelle fand. Doch der Bürobetrieb mit seiner geregelten Arbeitszeit und gesichertem Einkommen sagten ihm wenig zu; ihm fehlte die Unabhängigkeit und die künstlerische Freiheit. Er gab seine Stelle auf und betätigte sich als freischaffender Maler. Es folgten Jahre des Ringens um die künstlerische Identität, aber auch um öffentliche Anerkennung und das materielle Überleben. Bereits in jungen Jahren war Bachmann auf Wanderschaft in ganz Europa. Um etwas Bargeld zu verdienen, schloss er sich dabei öfters Wanderzirkussen an. Dort fand er auch Motive und Anregungen für seine Harlekine, Colombinen, Gaukler und die Zirkuswelt, die seine Fantasie bis ins hohe Alter beflügelten. Seiner älteren Schwester schrieb er schon als Jüngling: „Ich möchte am liebsten nur reisen und malen.“ In den 1930er-Jahren lernte er den Weggefährte von Gottlieb Duttweiler, Peter P. Riesterer, kennen, in den 1940er-Jahren Jo Mihaly und Jakob Bührer. 1942 lernte er Walter Keller kennen und freundete sich mit ihm an. Keller unterstützte Bachmann auch finanziell. 
1943 gelang Bachmann der künstlerische Durchbruch mit seiner ersten Faust-Mappe. Sie enthielt zwölf 35 × 45 cm grosse Tafeln zu Goethes Faust und erschien in einer Auflage von 450 Stück im Morgartenverlag Conzett & Huber Zürich. Das Geleitwort von Albert J. Welti ist eine Deutung der Zeichnungen und eine Huldigung des älteren Erzählers und Malers an seinen jungen Kollegen. Es schliesst mit den Worten: «Bachmann hat mit den vorliegenden Blättern den Beweis geliefert, dass er es versteht, sich in eine Dichtung hineinzulesen, wie selten einer. Dass er aber über dem Lesen zum Schöpfer wird, kommt nicht nur ihm selber, sondern auch seiner Mitwelt zugute. Wir haben daher Grund, mit ihm zusammen für das gütige Walten einer hohen Gnade dankbar zu sein.»
Am 27. August 1965 heiratete Bachmann in Zürich Angelika, geborene Gesemann. 1944 übersiedelte er nach Ascona und freundete sich mit zahlreichen Kunstschaffenden an, u. a. mit dem Architekt und Maler Carl Weidemeyer, dem deutschen Maler Egon Schöneberg 1934–2000 und mit dem Antiquar und Kunsthändler Wladimir Rosenbaum. Bachmann erkrankte später an Leukämie. Unter dem vulgo «Vintoretto» war Bachmann Mitglied der Tessiner Sektion der «Schlaraffia» in Locarno. 1995 erhielt er den «Premio Cultura» der Gemeinde Ascona. Seine letzte Ruhestätte fand er auf dem Friedhof von Ascona. 

## Werk
Bachmanns liebste Maler waren Raffael und Ingres. Daneben bewunderte er Hieronymus Bosch und Francisco Goya. Ziel und Ideal seines Schaffens waren: Inhalt, Farbe und Form in Vollkommenheit zu vereinen. Er gehörte keiner Malschule oder Künstlergruppe an. Er malte gewöhnlich keine Landschaften, Stillleben oder Porträts. Hintergrund seiner Bilder waren oft imaginäre, virtuelle Schauplätze. Seine Themenwelt war die Bühne, der Karneval und die Zirkuswelt. Ob figurenreiche Kompositionen oder Einzelpersonen, oft schöpfte er aus der tiefgründigen mythologischen oder religiösen Welt. 
1940 malte er Die Ruhe auf der Flucht, später Die Versuchung des hl. Antonius, Apollo und Marsyas, Amazonenschlacht. Die elegante Linienführung sowie die zarte Farbgebung und die Harmonie der Farben liessen ihn zu einem geschätzten Buchillustrator werden. 1942 illustrierte er Wirkliches und Wunderbares, Geschichten um Andersen von Erica von Schulthess, 1943 Ernst Mummenthalers Vorwiegend heiter, Tröstliches, Untröstliches. Erwähnenswert sind die bibliophilen Ausgaben wie die zweite Faust-Mappe, Din Totentanz mit Hans Roelli, Treulieb von Clemens Brentano, Liebesgeschichten aus 1001 Nacht (1955), Arthur Schnitzlers Reigen, oder Die Locke der Berenike von Catull. 
Bachmann beteiligte sich während seines ganzen Lebens im In- und Ausland an unzähligen Ausstellungen. Bereits 1943 zeigte die Graphische Sammlung der ETH Zürich seine Zeichnungen. 1950 stellte er bei Carreiro in Paris aus. Weitere Ausstellungen folgten in Düsseldorf, München, New York,  Boston, Chicago, Miami und anderen Kunstzentren. Bachmann sass täglich an der Staffelei.

## Werke im öffentlichen Raum und Sammlungen
- Kunsthaus Lempertz in Köln
- Eingangshalle des Publicitas-Gebäudes an der Bahnhofstrasse in Zürich
- Museum Europäischer Kunst, Schloss Nörvenich bei Düren

## Publikationen (Auswahl)
- Otto Bachmann: Träume aus dem Orient. In: Markus Baudenbacher (Hg.): Ascona. 1992, ISBN 3-9520030-2-6.